# کلوا لاکاس
کلوا لاکاس (انگلیسی: Cloé Lacasse؛ زادهٔ ۷ ژوئیهٔ ۱۹۹۳) بازیکن فوتبال اهل کانادا است.